# Veszkény
Veszkény là một thị trấn thuộc hạt Győr-Moson-Sopron, Hungary. Thị trấn này có diện tích 10,35 km², dân số năm 2010 là 911 người, mật độ 88 người/km².